# 13093 Wolfgangpauli
13093 Wolfgangpauli este un asteroid din centura principală de asteroizi.

## Descriere
13093 Wolfgangpauli este un asteroid din centura principală de asteroizi. A fost descoperit pe 21 septembrie 1992 la Tautenburg de Freimut Börngen. Asteroidul prezintă o orbită caracterizată de o semiaxă mare de 2,99 ua, o excentricitate de 0,06 și o înclinație de 10,1° în raport cu ecliptica.